# Acophogryllus schultzei
Acophogryllus schultzei är en insektsart som först beskrevs av Andrej Vasiljevitj Gorochov 1996.  Acophogryllus schultzei ingår i släktet Acophogryllus och familjen syrsor. Inga underarter finns listade i Catalogue of Life.